# 太田静六
太田 静六（おおた せいろく、1911年4月16日 - 2009年10月8日）は、日本の建築史学者。九州大学名誉教授。東京府生まれ。

## 経歴
1935年早稲田大学理工学部卒業。1957年「平安、鎌倉時代における住宅建築史の研究」で早大工学博士。東京帝室博物館研究員、九州大学工学部教授、1977年定年退官、名誉教授、早稲田大学文学部客員教授、1983年退任。87年春、勲三等瑞宝章受勲。1988年『寝殿造の研究』で角川源義賞受賞。
2009年、心筋梗塞のためサイパンの三男宅で死去。98歳没。

## 正規寝殿造論
『家屋雑考』ベースの寝殿造を学び、それを乗り越えて寝殿造の研究大きく発展させたのが太田静六である。特に「東三条殿の研究」、「堀河殿の考察」、「鳥羽殿の考察」については現在も評価は高い。
太田静六は平安文化興隆期の延喜時代(901-923)、おおよそ醍醐天皇の頃には寝殿造は完成しており、これが天暦時代(947-957)から村上天皇の頃に「極盛期」に入ったとし、その好例を藤原師輔の東一条院とする。東一条院では東西両対に北対、東西両門から西中門までが確認される。
太田静六はその完成された寝殿造の形式を「正規寝殿造」あるいは「整規寝殿造」と呼び、寝殿造の歴史をその「正規寝殿造」が変形し崩れ去っていく過程として説明する。その「正規寝殿造」とは『宇津保物語』にある次ぎの様な姿である。
```
寝殿を中心として東西に両対、北方に北対を構えて御殿関係の中枢となし、寝殿の前方には広い南池を設け、池中には大きな中島を配するなど、正規寝殿造の形式をそのまま踏襲する。池は東対の南方にまで入りこみ、そこに東釣殿を設ける・・・
[
10
]
```

その代表は藤原道長の第二期土御門殿と藤原頼通の第二期高陽院である。
そのころは「平安末期に多くみられるような対代ないし対代廊形式は、原則的には未だ用いられなかった」が、最盛期も後半になると一部には早くも変形を生じたものも見え、例えば第二期高陽院は東対を欠き、東三条殿では西対を欠く。だがそれは、前者は藤原頼通の独創性、後者は西対の位置に泉が湧いたという特殊事情であって「正規寝殿造」の存在は疑う余地はないとする。
そしてその「正規寝殿造」の変形が平安末期から堀河殿(画像510)のような対代や対代廊への変形が始まり、ついには対の消滅、透渡殿の消滅と成って行くとする。
太田静六の特徴のひとつは「寝殿の正面に南池や中島を中心とする庭園を観賞しようとする日本人特有の気持」などと池の存在を非常に重視する点。
そして「漢民族が好む左右対称形を破ろうとする日本人的性格の現れ」、また「日本人は元来が左右対称形を好まないので」和風化がますます進んだ結果、というような言葉で説明するところである。
太田静六は、東西の対は東西棟ではなく南北棟であること、東西の中門廊の先にあるのは片や泉殿、片や釣殿ではないことなどを指摘しはしたが、
川本重雄からは「正規寝殿造」とは11世紀中頃以前の文献にみえる寝殿・東対・西対といった言葉に、平安時代後期の指図から復原した寝殻・対のイメージを重ね合わせたもの。あまりにも南池や中島を重視しすぎると批判され、後に藤田勝也からは基本的には『家屋雑考』の寝殿造イメージのままだと評される。

## 著書
- 『日本の古建築』宝雲舎 1943
- 『ペルセポリス 古代ペルシャ帝国の首都』相模書房 1965
- 『西洋建築様式史図集 同解説』理工図書 1967
- 『民家 草葺きの家を中心に 九州のかたち』西日本新聞社 1977
- 『眼鏡橋・西洋建築 九州のかたち』（編）西日本新聞社 1979
- 『眼鏡橋 日本と西洋の古橋』理工図書 1980
- 『長崎の天主堂と九州・山口の西洋館』理工図書 1982
- 『イギリスの古城 世界の城郭』吉川弘文館 1986
- 『寝殿造の研究』吉川弘文館 1987
- 『ヨーロッパの古城 城郭の発達とフランスの城』(世界の城郭) 吉川弘文館 1989
- 『スペイン・ポルトガルの古城』(世界の城郭) 吉川弘文館 1991
- 『ドイツ・北欧・東欧の古城』(世界の城郭) 吉川弘文館 1992
- 『ギリシア神殿とペルシア宮殿』角川書店 1994
- 『世界帝国ローマの遺構』理工図書 1995
- 『ヨーロッパの宮殿』理工図書 1999

### 注記
1. ↑  
太田静六の主著は『寝殿造の研究』（太田静六1987）だが、その出版の4～5年前に川本重雄は「寝殿造の典型像とその成立をめぐって・上下」（川本重雄1982、川本重雄1983）で太田静六の説に異論を述べている。
川本重雄の書評「太田静六著『寝殿造の研究』を批判的に読む」（川本重雄1987b）によると『寝殿造の研究』はそれまで発表した論文をまとめたものではなく、書き直したもので、特に第一章の「寝殿造の形成過程」は新たに書き下ろした章で、川本重雄の問題提起に対してもあくまで自説を貫くものとなっている。なお川本重雄への直接の反論は（太田静六1982、および太田静六1983）にある。